# Eduard Chil
Eduard Anatoljevič Chil (Эдуард Анатольевич Хиль; 4. září 1934, Smolensk, Sovětský svaz – 4. června 2012, Petrohrad, Rusko) byl ruský operní pěvec-barytonista, národní umělec RSFSR.

## Životopis

### Dětství a mládí
Narodil se 4. září 1934 ve Smolensku mechanikovi Anatoliji Vasiljeviči Chilovi a účetní Jeleně Pavlovně Kaluginové. Měl těžké dětství, jeho rodina se rozpadla a starala se o něj pouze matka. Během Velké vlastenecké války (Východní fronta druhé světové války) se jeho školka stala cílem útoku a on byl oddělen od matky a evakuován do Bekova (Penzenská oblast), kde skončil v dětském domově. Zde trpěl nedostatkem základních potřeb, jako třeba jídla. I přesto se pravidelně účastnil představení pro zraněné vojáky v blízké nemocnici. Se svou matkou se opět setkal v roce 1943, když byl Smolensk osvobozen od Nacistů. V roce 1949 se přestěhoval do Leningradu, kde se přihlásil na tiskařskou školu, kterou poté vystudoval. V roce 1955 byl přijat na Leningradskou konzervatoř, kde studoval pod vedením Jevgenije Olčovského a Zoji Lodyjové. Vystudoval v roce 1960. Během studií se stal představitelem různých známých operních rolí, včetně role Figara ve Figarově svatbě.

### Kariéra a úspěch

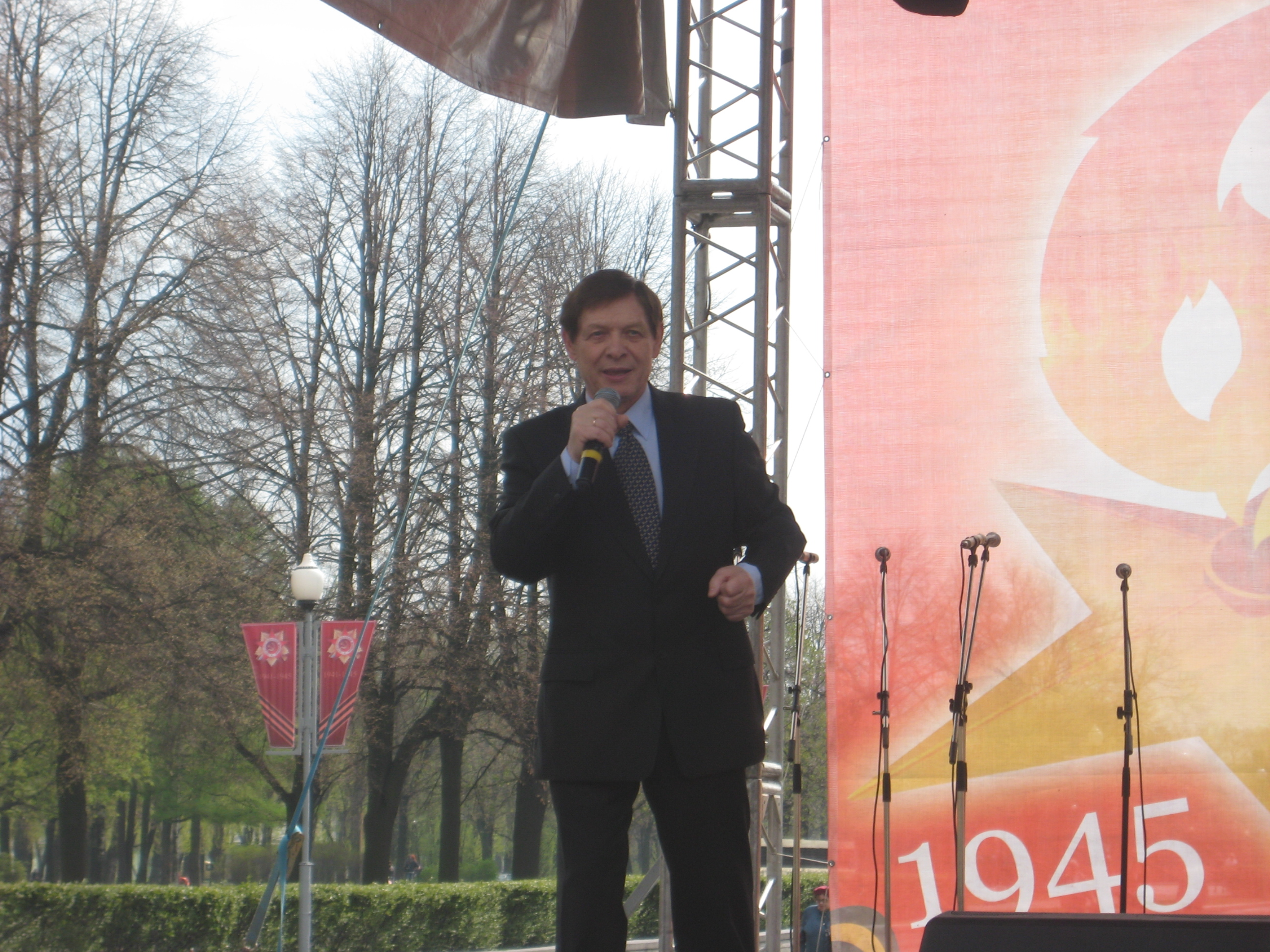
Chil vystupující na festivalu k 65. výročí dne vítězství (St. Petersburg) v roce 2010

Po studiích navštívil koncert K.I. Šulzenka a zamiloval si pop music, kterou začal zpívat. Toto rozhodnutí mu v následujících dvou dekádách vyneslo několik ocenění. V roce 1962 vyhrál „Celoruskou pěveckou soutěž“ a v roce 1965 byl pozván, ať zazpívá na „Festivalu sovětských písní“. V témže roce se umístil druhý na Mezinárodním festivalu písní v polských Sopotách. V roce 1967 vyhrál skladatel Andrej Petrov státní cenu SSSR za sbírku písní nazpívaných převážně Chilem a v roce 1968 se stal Zasloužilým umělcem RSFSR. Řád rudé zástavy práce mu byl udělen v roce 1971 a nejprestižnější umělecká cena Ruska, Národní umělec Ruska, mu byla udělena v roce 1974. Byl tak úspěšný, že ho lidé zvali „Symbol Leningradu“.
V letech 1977 až 1979 vyučoval sólový zpěv na Petrohradské státní akademii divadelního umění.
Vystupoval ve více než 80 zemích a žil v Tolstojově domě (Толстовский дом) v Sankt Petersburgu.
Poté, co jeho pěvecká kariéra počátkem 90. let odezněla, se vrátil zpět do soukromého života a začal zpívat kabaretní kuplety v kavárně v Paříži. Od roku 1997 se společně se svým synem účastnil společného projektu s rockovou skupinou Prepinaki.
K jeho sedmdesátým pátým narozeninám v roce 2009 mu byl udělen Řád Za zásluhy o vlast 4. třídy a v roce 2010 vystoupil při příležitosti petrohradského festivalu Dne vítězství.
V pozdějších letech pomalu upadal v zapomnění. V roce 2010 se však vrátil do centra pozornosti vlivným internetovým fenoménem „Trololo“ na YouTube a také díky rostoucí popularitě jednoúčelové webové stránky, která prezentuje videozáznam vokalizované verze písně „Jsem rád, že jsem konečně doma“ z roku 1976. Originální název této písně zní (Я очень рад, ведь я, наконец, возвращаюсь домой).

### Písně a styl
Stal se prvním umělcem, který zpíval takové písně jako Dřevorubci (rusky Лесорубы) a Měsíční kámen (Лунный камень) Arkadije Ostrovského, a Píseň o příteli (Песня о друге), Modrá města (Голубые города), A lidé jdou k moři (А люди уходят в море) Andreje Petrova. Další populární písně, které nazpíval: Z čeho začíná vlast?  (С чего начинается Родина?), Jak jsou vyprovázeny parníky (Как провожают пароходы), Zima (Зима), Březová míza (Берёзовый сок), Olšová jehněda (Серёжка ольховая), Potřebujeme pouze vítězství (Нам нужна одна победа), a mnoho dalších.
Jeho pěvecký styl byl unikátní a v Rusku lehce rozpoznatelný, charakterizovaný velkým osobním šarmem. Měl vždy jasně znějící zvučný barytonový hlas se silným nábojem optimismu a humoru. Na pódiu se pohyboval sebevědomě a chytře. Zpěv doplňoval lehkými tanečními pohyby a nápadnými gesty. Jeho kariéra byla záviděníhodně dlouhá, přičemž nikdy nezměnil svůj akademický styl zpěvu.

### Rodina
V červenci 1958 se seznámil se Zojou Pravdinovou na Leningradské konzervatoři, kde zpíval, zatímco ona tančila. Poté spolu jeli na sérii vystoupení, kde začala jejich romance. Dva měsíce poté, 1. prosince, se vzali.. Manželé měli spolu syna Dmitrije (* 2. června 1963). Měl také vnuka, který se rovněž jmenuje Eduard. Příjmení Chil není odvozeno ze slova Hill, jak bývá uváděno na některých webových stránkách. On sám v jednom rozhovoru uvedl, že má pravděpodobně španělské předky s příjmením Gil, které je vyslovováno podobně jako Chil.

### Nemoc a smrt
V květnu 2012 dostal mozkovou mrtvici a byl hospitalizován. Utrpěl nevratné poškození mozku a upadl do kómatu. O několik dní později, 4. června 2012, zemřel v nemocnici v Petrohradě.

## Internetový fenomén
V roce 2009 bylo na YouTube nahráno video z roku 1976, v němž Chil zpívá vokalizovanou verzi písně Jsem rád, že se konečně vracím domů (Я очень рад, ведь я, наконец, возвращаюсь домой) a stalo se známým pod názvy “Trololololololololololo” nebo “Trololo”. Název "Trololo" je onomatopoeia výrazného způsobu, jakým Chil vokalizuje píseň. Svérázné a chytlavé video se rychle stalo internetovým fenoménem a Chil se stal známým jako "Pan Trololo" nebo "Trololo Man".

## Ceny
- Vítěz druhé celoruské pěvecké soutěže (1962)
- Druhá cena na mezinárodním festivalu písní v Sopotách (1965)
- Zasloužilý umělec RSFSR (1968)
- Řád červené zástavy práce (1971)
- Národní umělec Sovětského svazu (1974)
- Cena Leninského Komsomola (1976)
- Řád přátelství mezi národy (1981)
- Řád za zásluhy o vlast 4. třídy (2009)
- Utyosovova cena

## Filmografie
- 1965 – Čeremušky (Черёмушки) – vokál
- 1974 – Eduard Chil (dokument, režie Marina Goldovskaja)
- 1985 – Golubje goroda (Голубые города, Modrá města; filmový koncert, hudba Andrej Petrov)
- 2004 – Jatinsotests – klubový manažer
- 2011 – Griffinovi – cameo